# Ďáblice
Ďáblice (německy Dablitz) jsou městská čtvrť a katastrální území Prahy, tvořící území městské části Praha-Ďáblice. Původně se jednalo o samostatnou vesnici, která byla roku 1968 připojena k Praze. Je zde evidováno 64 ulic a 853 adres. Žije zde přes tři tisíce obyvatel. Hlavní místní komunikace se jmenuje Ďáblická.
Do území Ďáblic spadá část Ďáblického háje s vrchem Ládví (359 m n. m., přírodní památka Ládví) a hvězdárnou Ďáblice. Původně však patřil k Ďáblicím celý tento háj. Na území Ďáblic (směrem k Březiněvsi) je skládka Ďáblice celopražského významu.
Podle Ďáblic se jmenuje sídliště Ďáblice, které však již leží na území Kobylis v městské části Praha 8. Velký Ďáblický hřbitov leží na území Střížkova, stejně jako tramvajová smyčka Sídliště Ďáblice a Zahradnictví Ďáblice. Pozemky v severní polovině tohoto sídliště náležely do roku 1960 k Ďáblicím.

## Historie
Na území Ďáblic bylo nalezeno osídlení již z doby bronzové. První písemná zmínka ovšem pochází z roku 1253 (1235?), kdy místní statek vlastnil řád křižovníků s červenou hvězdou, kterému je věnovala královna Konstancie. Ďáblice se původně nazývaly Davlice (Dawlice), což bylo odvozeno od jména Davel.
Za první republiky vznikla jihozápadně od vlastních Ďáblic v těsném sousedství se zástavbou Kobylis osada Pod Ládvím, dnes Nové Ďáblice, jež měla status místní části Ďáblic. Tato zástavba pak byla spolu s téměř celým Ďáblickým hájem, a pozemky východně od ní, připojena roku 1960 k Praze a v jejím rámci byla tato oblast začleněna do katastru Kobylis. Roku 1968 byl pak k Praze připojen zbytek Ďáblic. Později byla velká část Ďáblického háje navrácena do katastru Ďáblic.
V Ďáblicích byl v roce 1953 postaven první pražský panelový dům, na adrese U Prefy 771/25. Autorem nového skeletopanelového systému T16 byl Miloslav Wimmer, který také patřil k prvním obyvatelům domu. Dům má tři podlaží (přízemí a dvě patra) a v nich 13 bytů 3+1. Má sedlovou střechu s mírným sklonem, ozdobnou římsu a panely kryté omítkou. Projekt byl podán roku 1948. Oponentní statický posudek zpochybňoval stabilitu stavby, avšak Stanislav Bechyně potvrdil bezpečnost skeletu. Obyvatelé se do domu nastěhovali 1. července 1955.

## Kulturní památky
- výklenková kaplička se sochou sv. Jana Nepomuckého
- Ďáblice (zámek)
- pomník
- Battistova cihelna

## Další stavby
- Geodetická věž Ládví – vrch Ládví
- Hvězdárna Ďáblice – východní okraj Ďáblického háje
- Panelový dům v Ďáblicích – první panelový dům v Praze, U Prefy 771/25
- Vysílač Ládví – vrch Ládví

## Fotogalerie

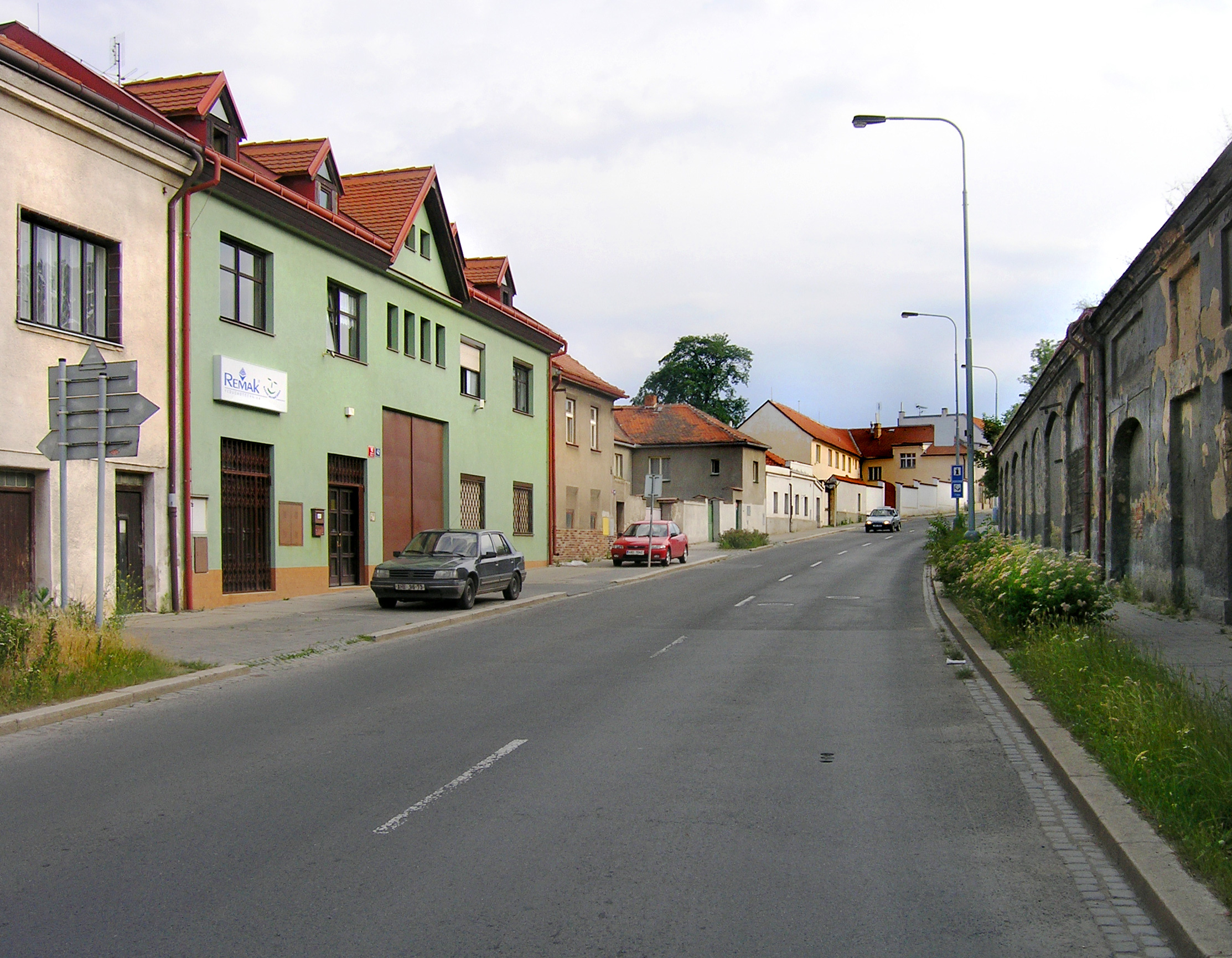
Ďáblická ulice
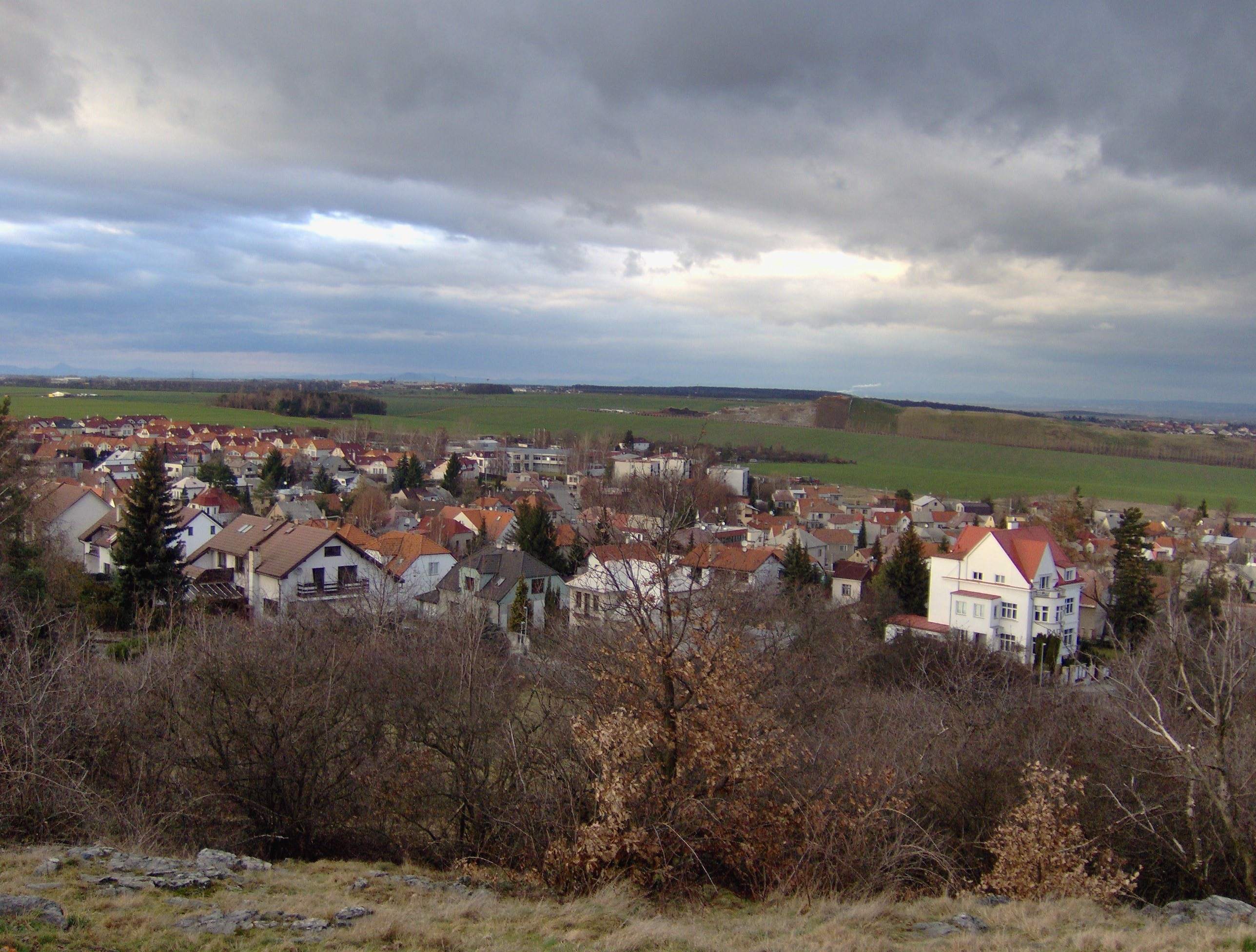
Pohled na staré Ďáblice od hvězdárny, v pozadí ďáblická skládka
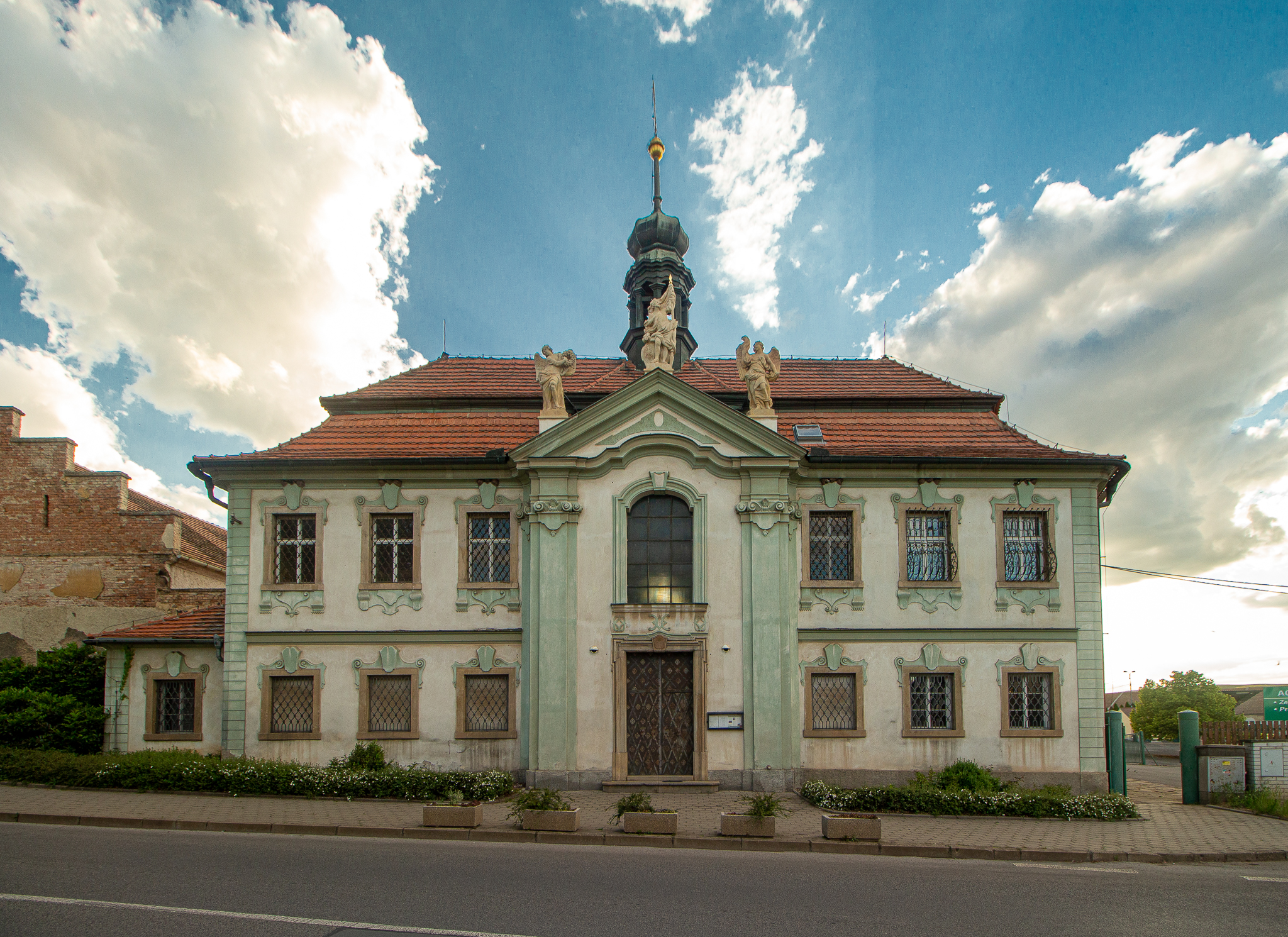
Ďáblický zámeček